# KUD Banda Ferdamana
KUD Banda Ferdamana je kulturno-umetniško društvo, ki se ukvarja z gledališko improvizacijo od leta 1998. Širše poznani pod imenom Banda Ferdamana so trenutno največja gledališko-improvizacijska skupina v Mariboru in Severovzhodni Sloveniji. Aktivno sodelujejo kot tekmovalci v projektu Impro liga in kot mentorji srednješolskim skupinam v projektu ŠILA - Šolska impro liga ter pripravljajo lastne produkcije.

## Zgodovina

### Šolska impro liga (1998 - 2005)
Člani sedanjega kolektiva Banda Ferdamana so svojo pot začeli v ŠILA - Šolska Impro Liga, srednješolskem improvizatorskem tekmovanju.

### impro liga (2005 - danes)
Banda Ferdamana nastopa pod tem imenom v Improligi že od leta 2005.

### Produkcije

#### Banda bere
V letu 2017 so pripravili koprodukcijo z Lutkovnim gledališčem Maribor, imenovano "Banda bere". Gre za koncept improvizirane lutkovne predstave, predstavljene kot pravljico. Premiera je bila 30. marca 2017 v Lutkovnem gledališču Maribor. "Banda bere" je bila tudi predstavljena na 28. mednarodnem lutkovnem festivalu Poletni lutkovni pristan v Mariboru.

## Skupina

### Trenutni člani
V letu 2018 skupino Banda Ferdamana sestavljajo naslednji člani (razvrščeni po abecednem redu):
- Tim Andrić
- Blaž Ciglenečki
- Petko Čakrevski
- Jasmina Čuješ
- Jernej Jerovšek
- Miha Mithans
- Mojca Pibernik
- Blendor Sefaj
- Jani Šumak
- Vid Šumak

### Bivši člani
- Metka Majer
- Alja Šumak